# 国鉄R91形コンテナ
国鉄R91形コンテナ（こくてつR91がたコンテナ）は、日本国有鉄道（国鉄）が1967年（昭和42年）に製造した、鉄道輸送用一種規格（約11 ft）冷凍コンテナである。

## 概要
1967年（昭和42年）度に機械式冷凍コンテナを試作することになり三菱重工業にて2個開発された。形式名は国鉄初の冷凍コンテナであるが冷蔵コンテナと同じRを使用するR91形に定められた。コンテナ本体の標記は、落成時は「冷蔵コンテナ」であったが後に「冷凍コンテナ」に改められた。
外法寸法はR10形等の正式コンテナと大差ないため冷凍装置を設置した分内容積は9.9 m3と小さくなった。
扉位置は、片側妻面の1か所のみで塗装は白色である。寸法関係は全長3,237.6 mm、全幅2,300 mm、全高2,350 mm、荷重5 t、自重2.4 tである。
1985年（昭和60年）度に廃止され形式消滅した。